# Mansfeldova tůň
Mansfeldova tůň je tůň, která vznikla v místě dřívějšího toku řeky Labe mezi Čelákovicemi a Přerovem nad Labem východně od vesnice Císařská Kuchyně v okrese Nymburk ve Středočeském kraji v Česku. Má rozlohu 0,0417 ha. Je 30 m dlouhá a 15 m široká. Leží v nadmořské výšce 173 m. Patří do skupiny Hrbáčkových tůní, přičemž leží na hranici přírodní rezervace Káraný - Hrbáčkovy tůně.

## Okolí
Okolí tůně pokrývají pole, která dosahují až k jejím břehům, pouze na jihu roste les. Leží u Budečské hráze.

## Vodní režim
Tůň nemá povrchový přítok ani odtok. Náleží k povodí Zámeckého potoka, jež je přítokem Výmoly.

## Přístup
Přístup je možný po polní cestě:
- od silnice spojující Císařskou Kuchyni a Přerov nad Labem
- od  Přírodovědné naučné stezky Přerov nad Labem